# Ґрант Гарді
Ґрант Гарді (27 березня 1992 , Дамфріс ) — британський та шотландський керлінгіст, срібний призер Олімпійських ігор 2022 року, призер чемпіонатів світу.